# Boxcar Bertha – A lázadók ökle
A Boxcar Bertha – A lázadók ökle (eredeti cím: Boxcar Bertha) 1972-ben bemutatott amerikai bűnügyi romantikus filmdráma, melyet Martin Scorsese rendezett, Roger Corman produceri közreműködésével. A forgatókönyvet Joyce Hooper Corrington és John William Corrington írta, Ben Reitman Sister of the Road című pszeudo-önéletrajzi műve alapján. A főbb szerepekben Barbara Hershey és David Carradine látható.
Az Amerikai Egyesült Államokban 1972. június 14-én bemutatott film negatív kritikákat kapott.

## Cselekmény
„Boxcar” Bertha Thompson szegény sorsú déli lány, édesapja egy permetező repülőgéppel lezuhanva életét veszti. A nagy gazdasági világválság kitörése után tehervonatokon járja az országot. Megismerkedik Big Bill Shelly szakszervezeti vezetővel és a szeretője lesz. A szerencsejátékos Rake Brownnal és a korábban Bertha apjának dolgozó, színes bőrű Von Mortonnal elkezdenek vonatokat és bankokat kirabolni. Ezzel magukra vonják a déli vasúti mágnás H. Buckram Sartoris figyelmét és menekülniük kell nem csak a törvény, hanem a vasút emberei elől is.
A hajsza közben Rake-t agyonlövik, Billt és Vont kényszermunkára ítélik. Bertha el tud menekülni, de pénz hiányában kénytelen lesz prostituáltnak állni. Véletlenül találkozik Vonnal egy feketék által látogatott kocsmában. A lány megtudja, hogy Bill megszökött a börtönből és most ismét bujkál. Von elvezeti hozzá, de Sartoris pribékjei rajtuk ütnek, összeverik és egy vasúti kocsihoz szögezik Billt.
Ekkor Von megjelenik és vadászpuskával kivégzi a támadókat. Bertha kétségbeesetten fut az elinduló vonat után, amelyhez Billt szögezték, de nem éri el azt.

## Szereplők
| Szerep                      | Színész         | Magyar hang     |
| --------------------------- | --------------- | --------------- |
| Boxcar Bertha               | Barbara Hershey | Bertalan Ágnes  |
| Big Bill Shelly             | David Carradine | László Zsolt    |
| Rake Brown                  | Barry Primus    | Selmeczi Roland |
| Von Morton                  | Bernie Casey    | Kálid Artúr     |
| Harvey Hall seriffhelyettes | Harry Northup   |                 |
| H. Buckram Sartoris         | John Carradine  | Izsóf Vilmos    |
| McIver #1                   | Victor Argo     | Dengyel Iván    |
| McIver #2                   | David Osterhout | Bars József     |

## A film készítése
A film nyitójelenetének írásos állítása szerint a történetet Boxcar Bertha Thompson valós tapasztalatai ihlették, melyekről a Sister of the Road: The Autobiography of Boxcar Bertha című könyv számolt be. Ben Reitman 1937-ben kiadott könyvét sokáig önéletrajzi írásként tartották számon. A lánya, Mecca Reitman Carpenter által írt 1999-es No Regrets című önéletrajzában a szerző bevallja, a könyv valójában egy regény, de a hobók és szegények közt orvosként dolgozó apja tapasztalatai inspirálták. A film bemutatásakor a kritikusok és a történészek még tényirodalomnak vélték Reitman regényét.

## Kritikai visszhang
A Rotten Tomatoes 25 kritika alapján 56%-ra értékelte. A szöveges összegzés szerint „Túlzottan a többi Roger Corman bűnügyi film származéka ahhoz, hogy kitűnjön, a Boxcar Bertha inkább érződik a zöldfülű Martin Scorsese képzési gyakorlatának, mintsem saját jogán teljes értékű filmnek”.
Martin Scorsese megmutatta a félkész változatot John Cassavetesnek. Ő az irodájába hívta Scorsesét és azt mondta neki: „Marty, épp most szántál egy teljes évet az életedből egy rakás szar elkészítésére. Maga a film jó, de te több vagy azoknál az embereknél, akik ilyen filmeket készítenek. Ne hagyd, hogy beszippantson az exploitation piac, csak próbálkozz és alkoss valami mást”. A tanács inspirálta Scorsesét következő filmje, az Aljas utcák elkészítésére.
Roger Ebert négyből három csillagra értékelte: „…furcsán érdekes film… Martin Scorsese rendező inkább a hangulatra, az atmoszférára helyezte a hangsúlyt az akció helyett, az általa bemutatott erőszak pedig mindig nyers és ellenszenves…”

## Fordítás
- Ez a szócikk részben vagy egészben  a   Boxcar Bertha című angol Wikipédia-szócikk ezen változatának fordításán alapul.  Az eredeti cikk szerkesztőit annak laptörténete sorolja fel. Ez a jelzés csupán a megfogalmazás eredetét és a szerzői jogokat jelzi, nem szolgál a cikkben szereplő információk forrásmegjelöléseként.